# Photoblepharon steinitzi
Photoblepharon steinitzi is een straalvinnige vissensoort uit de familie van lantaarnvissen (Anomalopidae). De wetenschappelijke naam van de soort is voor het eerst geldig gepubliceerd in 1973 door Abe & Haneda.